# 中国共産党第十二期中央委員会第五回全体会議
中国共産党第十二期中央委員会第五回全体会議（ちゅうごくきょうさんとうだい12きちゅうおういいんかいだい5かいぜんたいかいぎ）は、1985年9月24日、北京で開催された中国共産党中央委員会の会議。この会議の略称を第12期5中全会という
この会議では、田紀雲、喬石、李鵬、呉学謙、胡啓立、姚依林が政治局委員に選出され、習仲勲、谷牧が中央書記処書記を引退するなど、ある程度の世代交代が図られたものの、中央委員、中央委員候補、中央紀律検査委員会委員に混じって中央顧問委員会委員が出席し、また前日までに行われた全国代表会議でこれら3つの委員会から引退した古参幹部らも出席するなど、依然として古参幹部の影響力は衰えなかった。
- 中央委員会総書記
  - 胡耀邦
- 中央政治局常務委員
  - 胡耀邦    党総書記
  - 鄧小平 中央軍事委員会主席
  - 趙紫陽 国務院総理
  - 李先念 国家主席
  - 陳雲   中央顧問委員会主任
- 中央政治局委員
  - 万里 国務院副総理
  - 習仲勲
  - 方毅
  - 田紀雲 国務院副総理
  - 喬石   中央書記処書記
  - 李鵬   国務院副総理
  - 楊尚昆 中央軍事委員会常務副主席
  - 楊徳志 中央軍事委員常務委員
  - 呉学謙 国務委員、外交部長
  - 余秋里 人民解放軍総政治部主任、中央軍事委員会委員
  - 胡喬木
  - 胡啓立
  - 姚依林 国務院副総理
  - 倪志福
  - 彭真 全国人民代表大会常務委員長
- 中央政治局候補委員
  - 秦基偉
  - 陳慕華 国務委員
- 中央書記処書記
  - 胡啓立
  - 万里
  - 余秋里
  - 喬石
  - 田紀雲
  - 李鵬
  - 陳丕顕
  - 鄧力群
  - 郝建秀
  - 王兆国